# Alessandra Casella
Alessandra Casella (Milano, 16 agosto 1963) è un'attrice e conduttrice televisiva italiana.

## Biografia

Alessandra Casella nel ruolo dello sposa nel fortunato film Le comiche del 1990, nel quale è - insieme al marito interpretato da Fabio Traversa - il principale bersaglio dei guai provocati da Villaggio e Pozzetto.

Ha studiato a Milano all'Accademia dei Filodrammatici con Ernesto Calindri e a New York al Lee Strasberg Theatre Institute. A teatro ha lavorato con registi come Giuseppe Patroni Griffi, Sciaccaluga, Tonino Pulci, Giorgio Albertazzi, affrontando sia ruoli drammatici che brillanti e spesso, anche in commedie musicali, come, ad esempio, nella stagione 1991-1992, quando è stata protagonista del musical Fred, ispirato alla vita di Buscaglione, insieme a Umberto Smaila e Luca Sandri.
Debutta in Rai come attrice comica nei programmi La TV delle ragazze (dove, tra le altre, proponeva una parodia di Lilli Gruber), proseguendo in Ricomincio da due (dove proponeva quella della Carrà) e nel varietà di seconda serata Televiggiù su Italia 1.
Esordisce al cinema con la pellicola Le finte bionde di Vanzina, proseguendo con la fortunata partecipazione a Le comiche di Neri Parenti, nel ruolo della moglie isterica (il "marito" nel film è Fabio Traversa), Body Guards e La bottega dell'orefice. Ha recitato anche in L'Achille Lauro - Viaggio nel terrore del 1990.
Nel 1991 registra l'album di Umberto Smaila Fred, omaggio a Fred Buscaglione cui partecipa assieme a Luca Sandri.
Nel 1994 conduce La Domenica Sportiva, al fianco di Gianfranco De Laurentiis; il programma dedicato ai libri A tutto volume su Canale 5, un talk show quotidiano in seconda serata nel biennio 1992-94; Bravo chi legge, striscia quotidiana di presentazioni letterarie su Rai 2. Su Alice, canale satellitare della piattaforma Sky, ha condotto il programma Italia in tavola. Ha interpretato anche alcune fiction televisive, tra cui: Colletti bianchi; Una casa a Roma, al fianco di Tomas Milian; Pazza famiglia, al fianco di Enrico Montesano e Paolo Panelli, e Don Matteo.
Nel 2001 interpreta Tra due donne di Alberto Ferrari, film di cui è protagonista, e Una vita da sogno, per la regia di Domenico Costanzo. Ha anche lavorato come doppiatrice in Piccola peste torna a far danni doppiando l'attrice Laraine Newman e nel film d'animazione A Bug's Life - Megaminimondo dando la voce a Rosie.
Cura da alcuni anni una rubrica di recensioni letterarie su Oggi e ha dato alle stampe un romanzo, Un anno di Gloria. È anche autrice di sceneggiature teatrali e cinematografiche, e ideatrice di format televisivi, ed è direttrice editoriale di Booksweb Tv, una web TV che parla di libri e letteratura.

## Vita privata
Alessandra Casella era sposata con Alessandro Procopio, morto il 2 gennaio 2021 per infarto, con il quale ha avuto la figlia Chiara.

## Filmografia

### Cinema
- Le finte bionde, regia di Carlo Vanzina (1989)
- La bottega dell'orefice, regia di Michael Anderson (1989)
- Le comiche, regia di Neri Parenti (1990)
- L'Achille Lauro - Viaggio nel terrore (Voyage of Terror: The Achille Lauro Affair), regia di Alberto Negrin (1990)
- Torta di mele, regia di Anna Carlucci (1993)
- Tra noi due tutto è finito, regia di Furio Angiolella (1994)
- Tutti giù per terra, regia di Davide Ferrario (1997)
- Body Guards - Guardie del corpo, regia di Neri Parenti (2000)
- Tra due donne, regia di Alberto Ferrari (2001)
- Una vita da sogno, regia di Domenico Costanzo (2013)
- La storia del Frank e della Nina, regia di Paola Randi (2024)

### Televisione
- Colletti bianchi, regia di Bruno Cortini – serie TV (1988)
- Un figlio a metà, regia di Giorgio Capitani – film TV (1992)
- Pazza famiglia – serie TV (1995-1996)
- Tutti gli uomini sono uguali – serie TV (1998)
- Don Matteo – serie TV, episodio 5x13 (2006)

## Programmi televisivi
- La TV delle ragazze (Rai 3, 1988)
- Televiggiù (Italia 1, 1989)
- La Domenica Sportiva (Rai 1, 1994)
- Trenta ore per la vita (Reti Mediaset, 1994) Inviata
- A tutto volume (Canale 5, 1995)
- Bravo chi legge (Rai 2)
- Italia in tavola (Alice)
- Sergio Colmes indaga (RSI)

## Doppiaggio

### Film
- Laraine Newman in Piccola peste torna a far danni

### Animazione
- Rosie in A Bug's Life - Megaminimondo

## Libri
- Le pistole di Cicerone, Davide Tortorella (coautore), Milano, Baldini & Castoldi, 1994, ISBN 88-85989-53-5.
- Un anno di Gloria, Milano, Salani, 2001, ISBN 88-7782-946-X.

## Discografia

### Album
- 1991 – Fred (con Umberto Smaila e Luca Sandri)